# Saccellium brasiliense
Saccellium brasiliense (Syn. Cordia brasiliensis (I.M.Johnst.) Gottschling & J.S.Mill.) ist ein Baum in der Familie der Raublattgewächse aus dem zentralen bis westlichen Brasilien.

## Beschreibung
Saccellium brasiliense wächst als kleinerer, halbimmergrüner Baum bis etwa 12 Meter hoch. Der Stammdurchmesser erreicht etwa 40–60 Zentimeter. Die grau-braune Borke ist furchig.
Die einfachen, kurz gestielten Laubblätter sind wechselständig. Der kurze, etwas borstige Blattstiel ist bis 8 Millimeter lang. Die papierigen Blätter sind (schmal-)eiförmig bis verkehrt-eiförmig oder elliptisch, lanzettlich, sie sind 5–10 Zentimeter lang und 1,5–4,5 Zentimeter breit. Sie sind am Rand ganz bis leicht buchtig bis im vorderen Teil gesägt oder gezähnt und an der Spitze bespitzt, spitz bis zugespitzt oder seltener abgerundet. Die Blätter sind ober- und unterseits etwas behaart.
Es werden bis 10 Zentimeter lange end- oder achselständige Rispen gebildet. Die zwittrigen, kleinen und weißlichen Blüten sind fünfzählig mit doppelter Blütenhülle. Der kleine, becherförmige und fünfzipflige Kelch ist borstig. Es sind 5 Staubblätter und ein oberständiger Fruchtknoten mit kurzem, zweiästigem Griffel vorhanden.
Es werden schwärzliche, verkehrt-eiförmige, etwa 7–8 Millimeter lange Steinfrüchte mit beständigem Griffel, im beständigen, etwas aufgeblasenen, etwa 2–2,5 Zentimeter langen, eiförmigen Kelch gebildet.